# Тайные картины
Secret Paintings (с англ. Тайные картины) — это серия произведений искусства Мела Рамсдена (члена группы концептуальных художников Искусство и язык), созданная в период с 1967 по 1968 год. Все эти произведения современного искусства состоят из монохромной картины в сочетании с текстовым панно.

## Серия «Тайные картины»
Именно эта серия монохромных картин отличается от монохромных картин, обычно производимых в области пластических искусств, наличием текста, который её сопровождает. Этот текст гласит: «Содержание этой картины невидимо: характер и размер содержания должны постоянно храниться в тайне, известной только художнику» (англ.: «The content of this painting is invisible: the character and dimension of the content are to be kept permanently secret, known only to the artist»). В то же время, она является отсылкой к истории монохромной живописи и к Чёрному квадрату Малевича (1915), а также ответом Мела Рамсдена на картины Эда Рейнхардта (1913—1967), американского художника и теоретика, предшественника концептуального искусства и минимал-арта.

## Анализ
Эти картины ставят вопрос о статусе арт-объекта и об игре, которая устанавливается между деятелем искусства и посетителем в возможном раскрытии содержания. На выставке 1969 года The Black Box of Conceptual Art Энн Стивен (доктор философии и главный куратор Сиднейского университета) скажет: «Я давно знаю о Тайных картинах, но, посмотрев сзади, я вдруг поняла, что там действительно есть секретная картина; под ней есть панно с секретной картиной».

## Выставки
- Arte Concettuale, Галерея Даниэля Темплона, Милан, 1971
- New York Art & Language, Galeria Schema, Флоренция, 1974
- Early work 1965—1976, Recent work 1991—1994, Lisson Gallery, Лондон, 1994
- Art & Language and Luhmann, Kunstraum Vienna, Вена, 1995
- Art & Language, Kunsthalle St Gallen, Санкт-Галлен, 1996
- Then and Now, Lisson Gallery, Лондон, 1998
- Materializing six years: Lucy R. Lippard and the emergence of conceptual art, Бруклинский музей, Нью-Йорк, 2013